# Tratado de Tartu (Rússia–Finlândia)

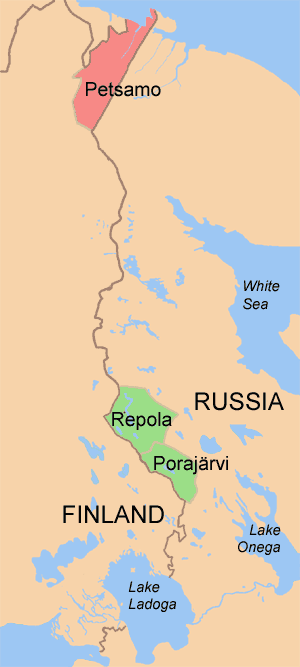
A fronteira russo-finlandesa foi decidida no Tratado de Tartu. Petsamo (em vermelho) se tornou finlandês, enquanto Repola e Porajärvi (verde) foram devolvidos para a Rússia Soviética.

O Tratado de Tartu (em russo:  Тартуский мирный договор, em finlandês:  Tarton rauha) entre a Finlândia e a Rússia Soviética foi assinado em 14 de outubro de 1920, após negociações que duraram quatro meses. O tratado confirmou a fronteira entre a Finlândia e a Rússia soviética depois da guerra civil finlandesa e das expedições de voluntários finlandeses na Carélia Oriental russa. As ratificações do tratado foram trocadas em Moscou em 31 de dezembro de 1920 e o tratado foi registrado na League of Nations Treaty Series em 5 de março de 1921.
O tratado confirmou que a fronteira finlandesa-soviética seguiria a antiga fronteira entre o autônomo Grão-Ducado da Finlândia e a Rússia Imperial. Além disso, a Finlândia recebeu Petsamo, com o seu porto livre de gelo no Oceano Ártico. Já em 1864, o czar Alexandre II havia prometido juntar Petsamo à Finlândia em troca de uma parte do Istmo da Carélia. A Finlândia também decidiu abandonar as áreas então ocupadas de Repola (que aderiram a Finlândia durante a expedição Viena) e Porajärvi (que se uniu a Finlândia durante a expedição Aunus) na Carélia Oriental russa. O tratado também teve outros artigos, além da área e questões de fronteira, incluindo a garantia soviética da livre navegação dos navios mercantes dos portos finlandeses no Lago Ladoga (Laatokka em finlandês) para o Golfo da Finlândia através do rio Neva. A Finlândia garantiu trânsito terrestre da União Soviética para a Noruega através da área de Petsamo. Além disso, a Finlândia concordou em desarmar as fortalezas costeiras em Ino, em frente à cidade soviética de Kronstadt localizada na ilha de Kotlin. As ilhas exteriores finlandesas no Golfo da Finlândia foram desmilitarizadas.[carece de fontes?]
O tratado foi objeto de controvérsia primeiramente durante a Revolta na Carélia Oriental de 1921-1922, quando o governo finlandês permitiu que voluntários participassem no conflito, e finalmente foi rompido pela União Soviética em 1939, quando começou a Guerra de Inverno.[carece de fontes?]